# Grorother Hof

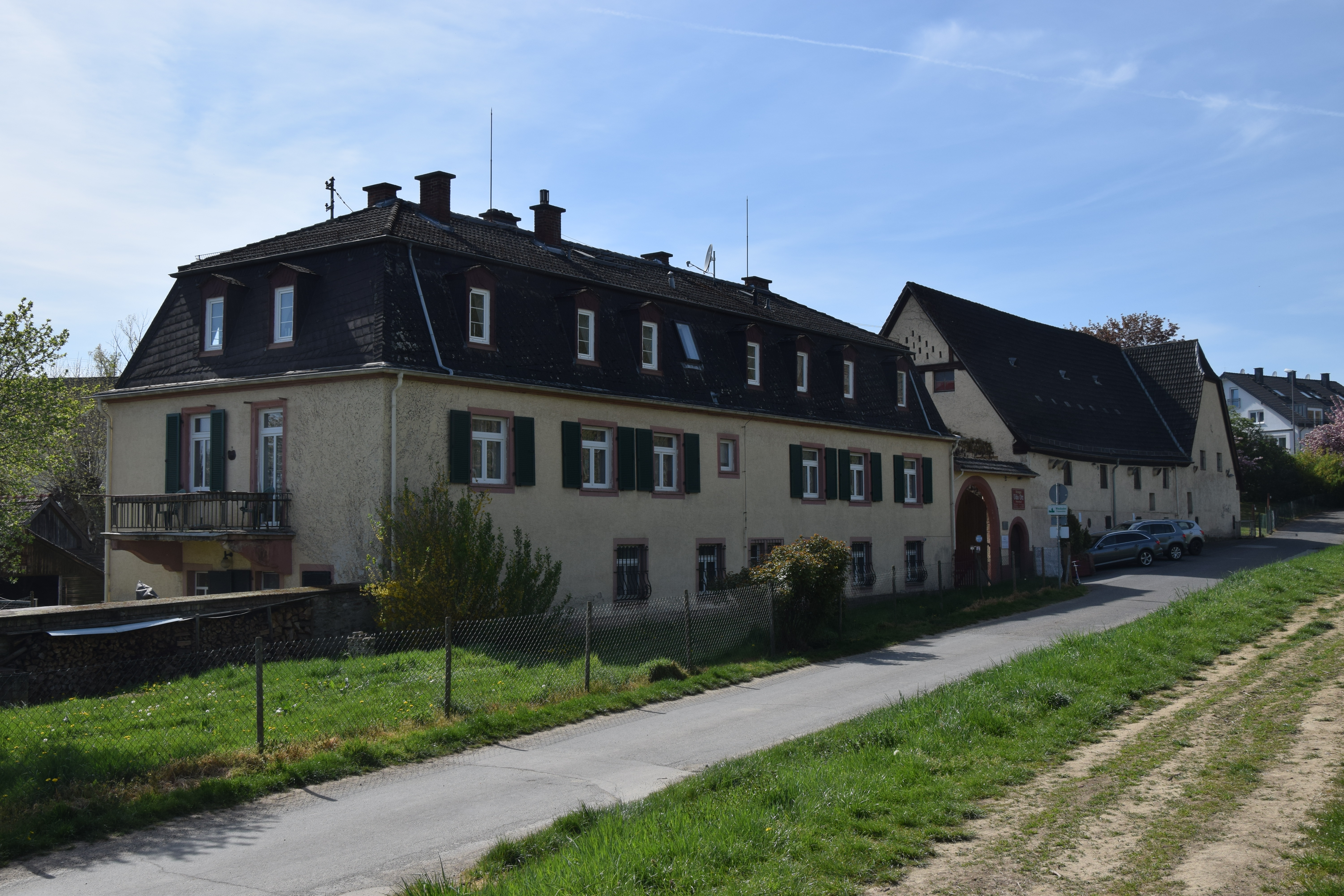
Grorother Hof von Nordost

Der Grorother Hof (früher: Groroder Hof) ist ein ehemaliger Wehrhof und heutiges Weingut in Wiesbaden-Frauenstein.

## Lage

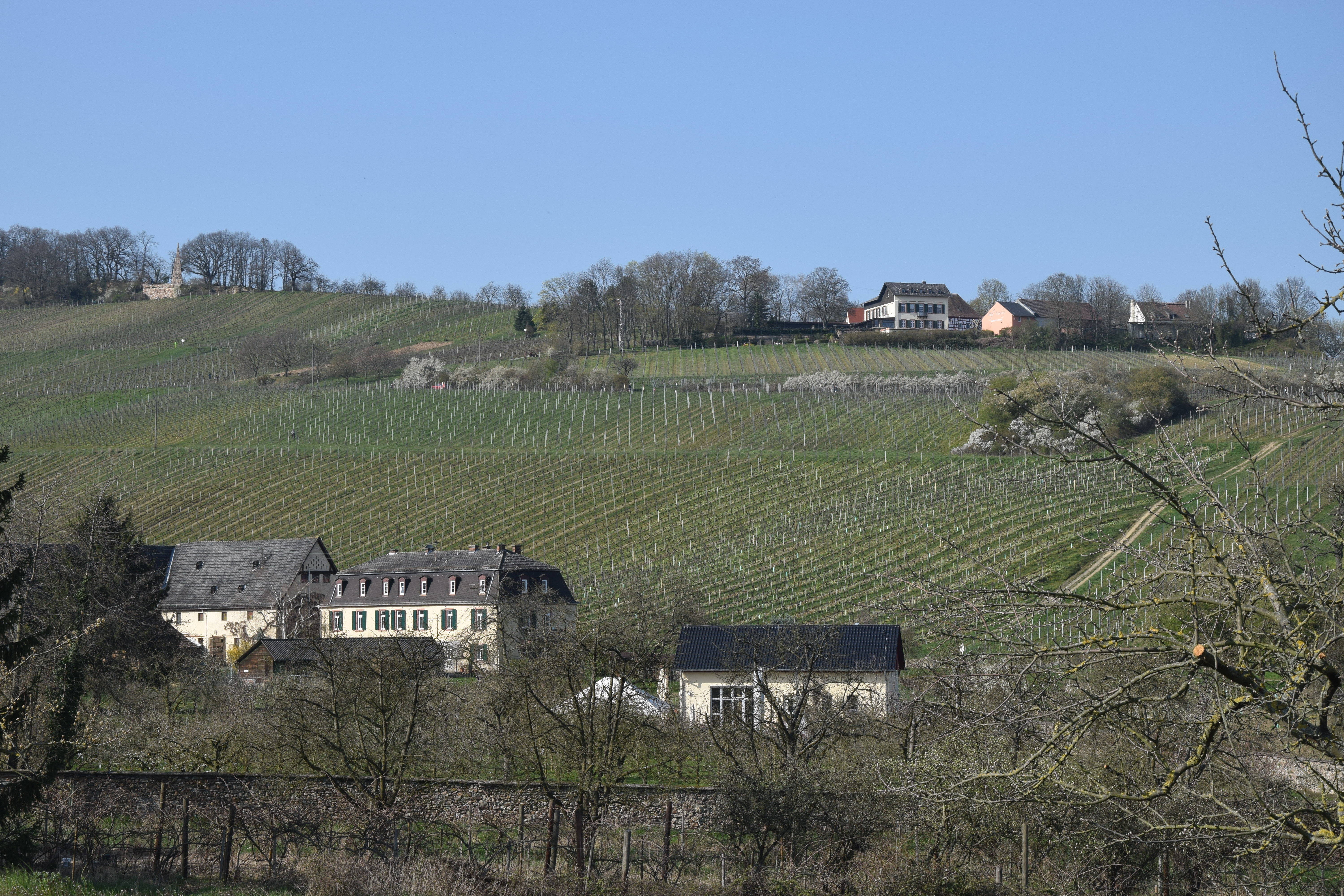
Blick von Südosten, im Hintergrund Weinberge, Goethestein und Hof Nürnberg

Der Grorother Hof liegt auf 145 m Höhe am südöstlichen, unteren Ende des Wiesbadener Stadtteils Frauenstein in Hessen, Deutschland. Oberhalb des Hofs liegt die Erhebung Spitzer Stein mit dem Goethestein und dem Hof Nürnberg. An dessen Südhang liegt der „Europa-Weinberg“. Unmittelbar unterhalb des Hofes fließen Lippbach und Erlenbach zusammen und bilden den Grorother Bach, der unterhalb der Grorother Mühle Lindenbach heißt und in den Rhein mündet.

## Gebäude und Anlagen
Die weitläufige Anlage ist in ihrer gesamten Ausdehnung von einer Mauer umgeben. Den Ecken sind kleine Rundtürme mit Schießscharten vorgelagert, die für Pulvergeschütze vorgesehen waren. Das in der Mitte liegende Gutshaus stammt wohl aus dem 16. Jahrhundert. Ende des 17. Jahrhunderts wurde ein zweistöckiges Wohnhaus mit Barockportalen an der Straße durch das Grorother Tal erbaut. In der Mitte zwischen den Gebäuden steht ein kleiner Brunnen.
Vor dem Hof steht eine Kelter von 1808.

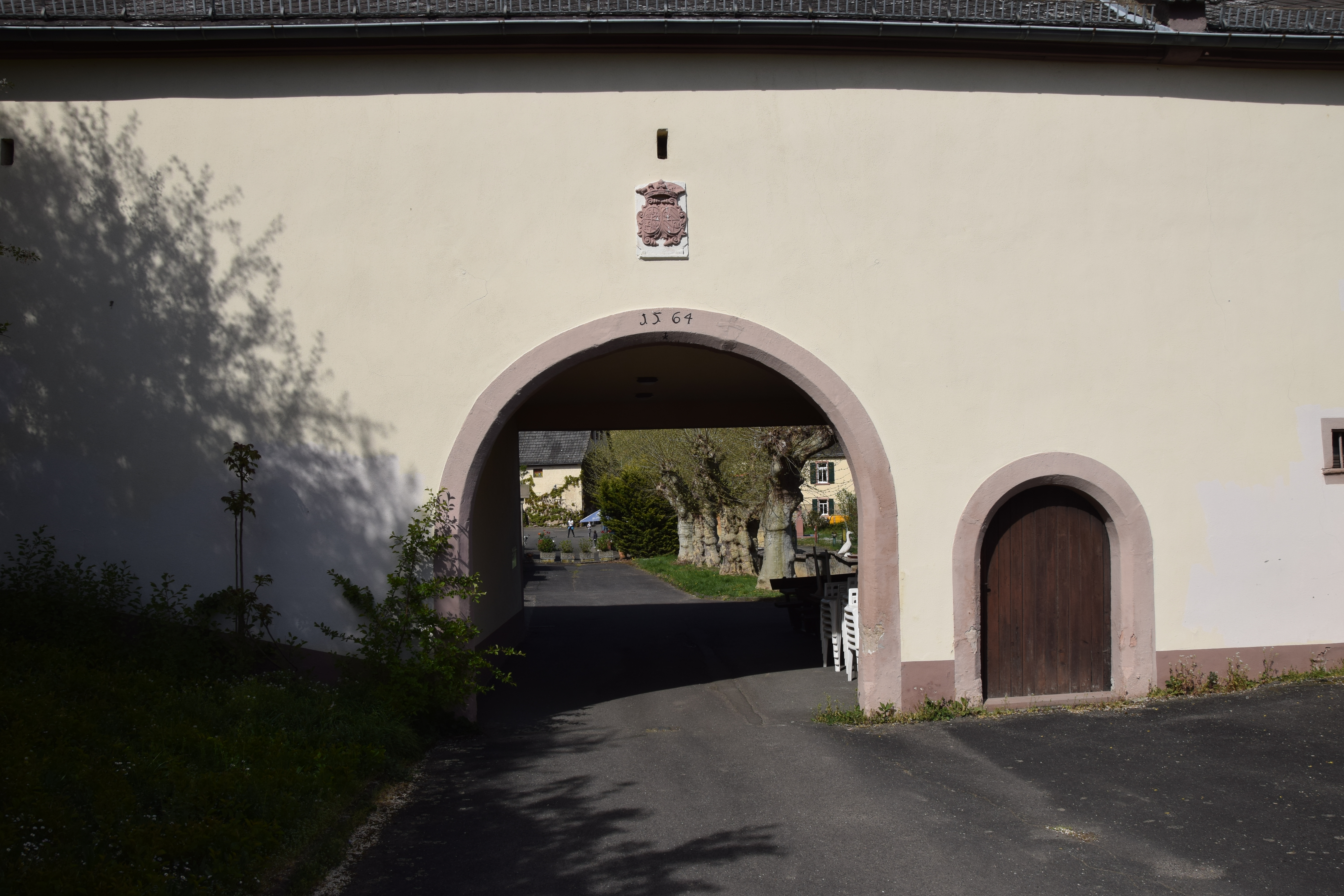
Einfahrt von Süden
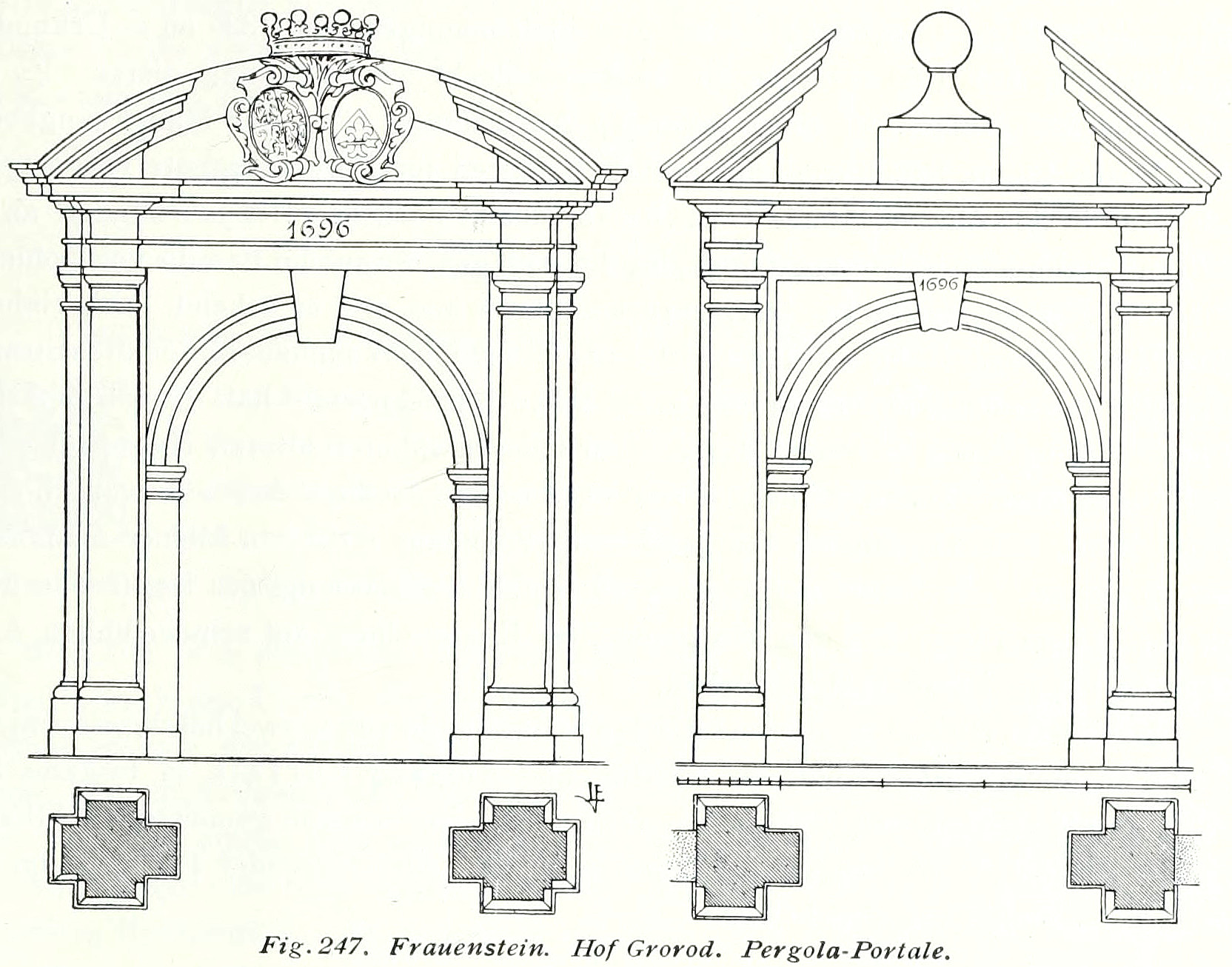
Pergola-Portale, aus einem Buch von 1914
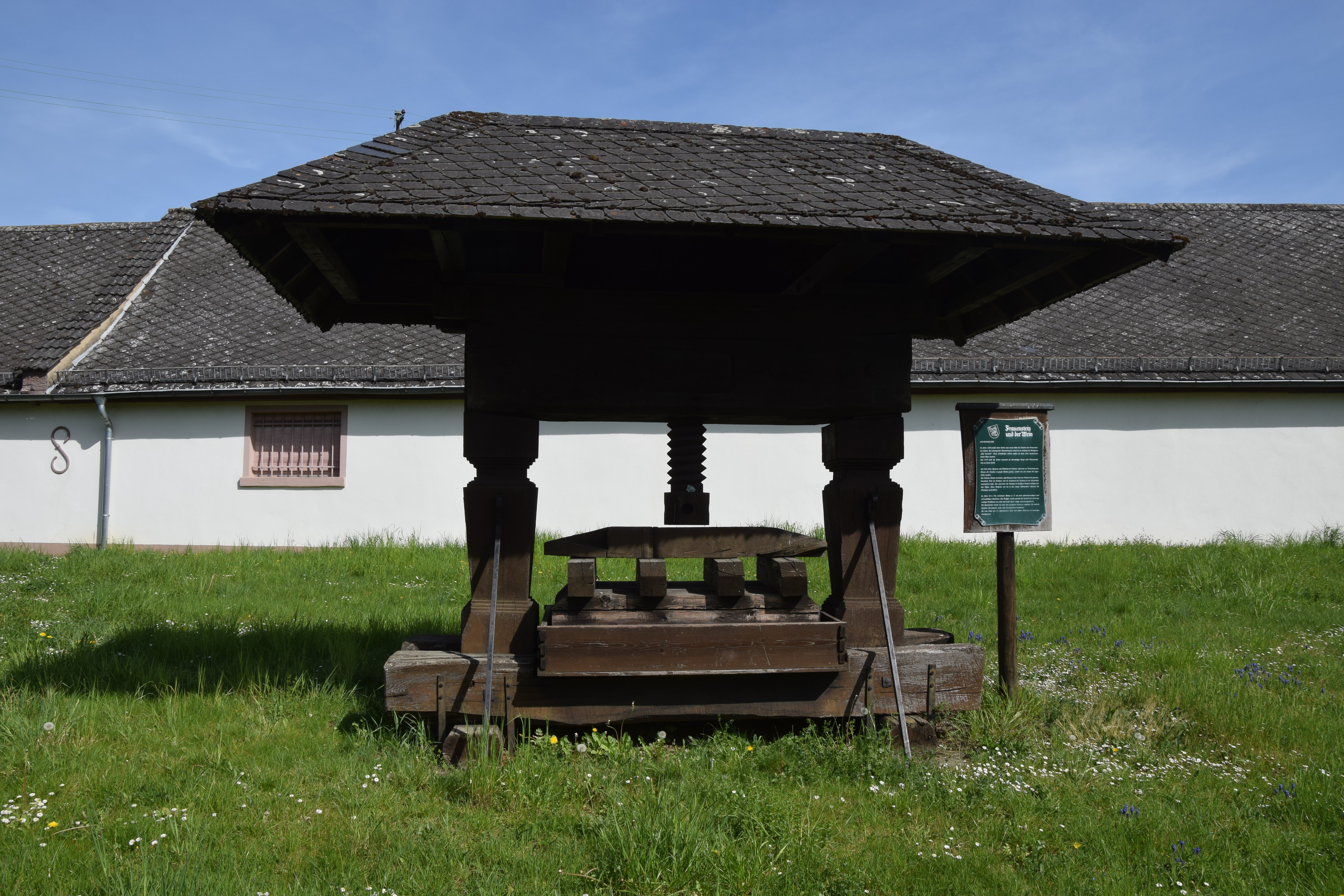
Kelter von 1808
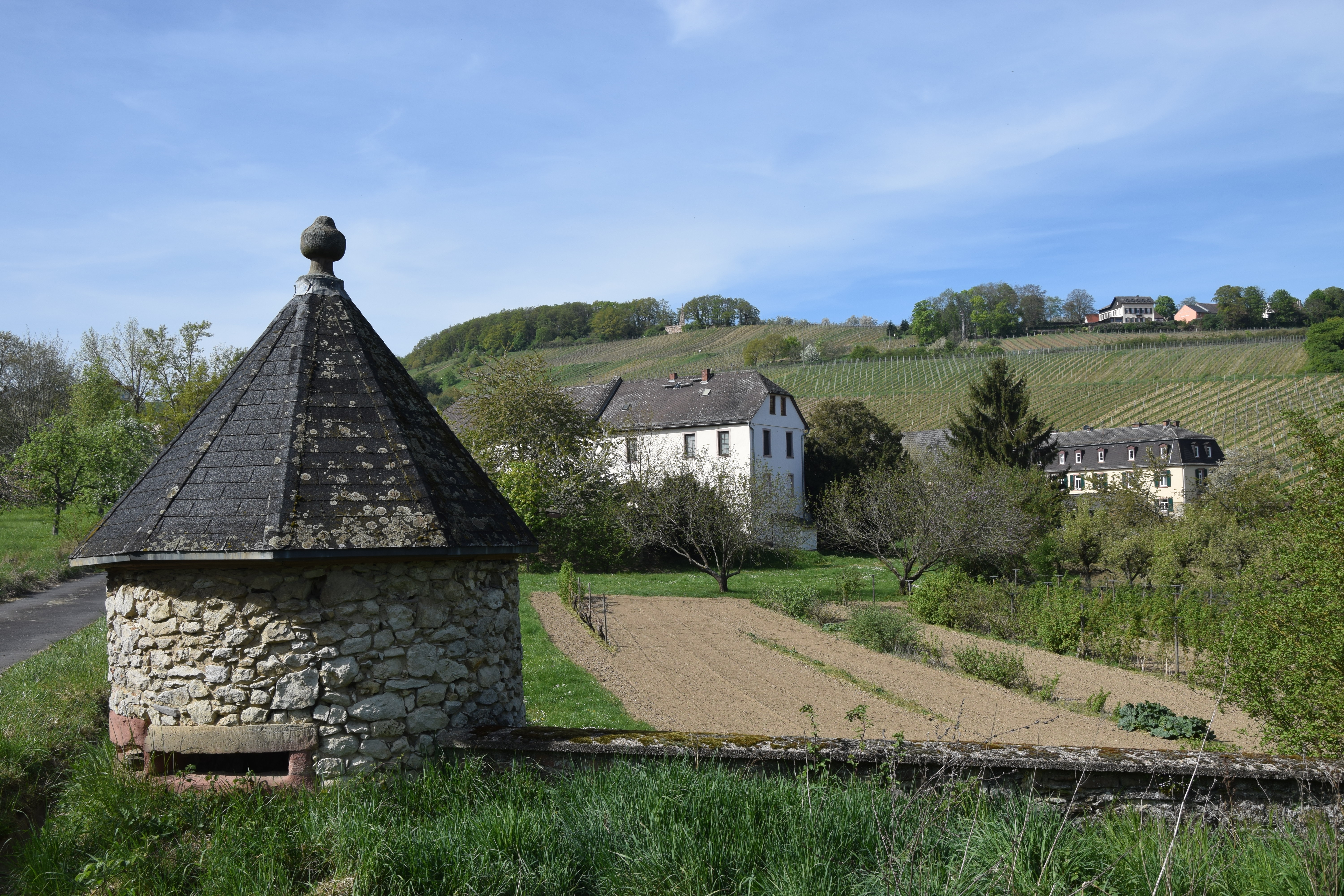
Südlicher Eckturm

## Geschichte

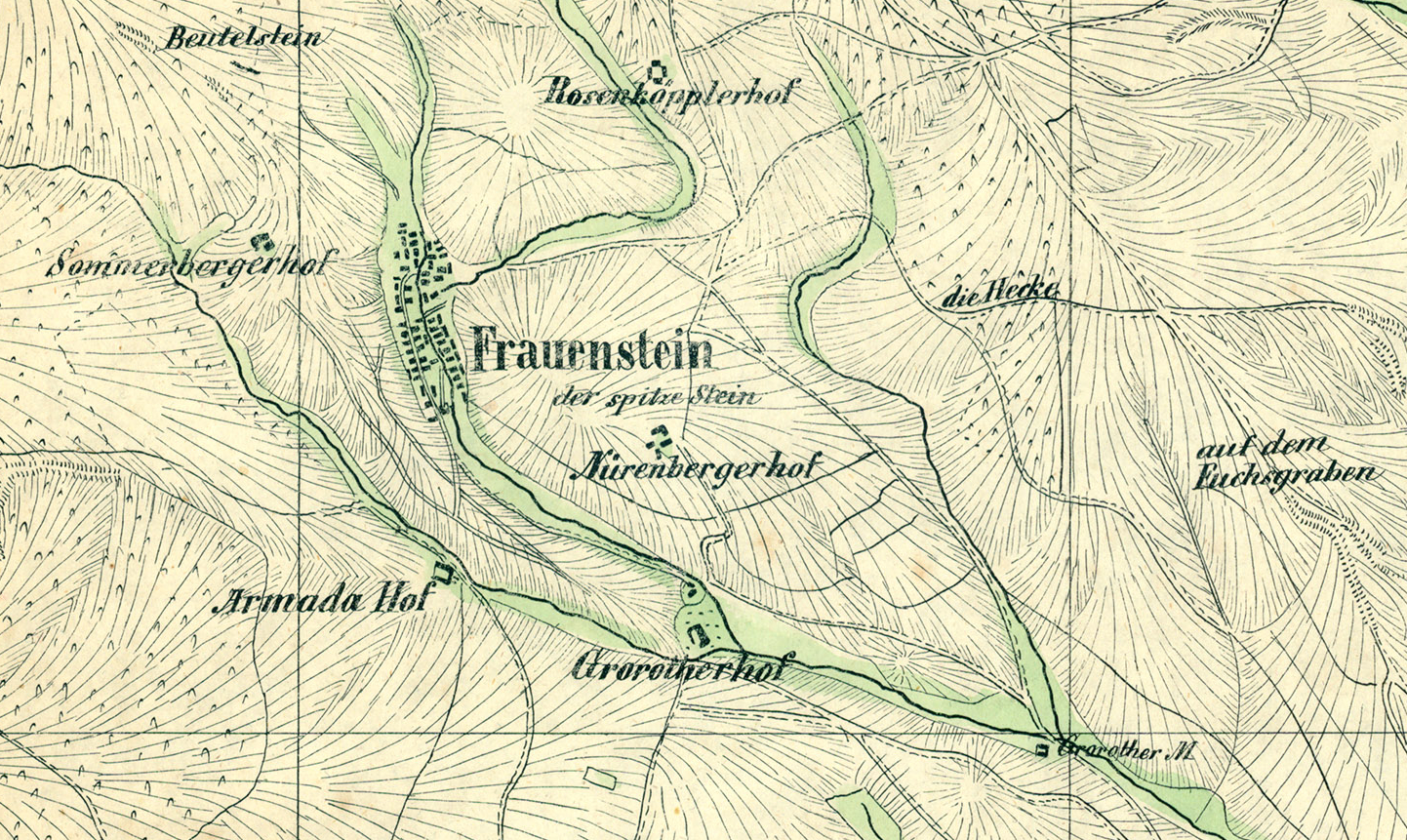
Lage der Wehrhöfe rund um Frauenstein, 1819

Um das Jahr 1300 verkauften die überschuldeten Ritter von Frauenstein die Burg Frauenstein und Teile des Dorfes an das Mainzer Erzstift. Dadurch drohte das Haus Nassau seinen Einfluss über das Gebiet zu verlieren. Um ihre benachbarten Ländereien zu sichern, errichteten die Grafen von Nassau in den folgenden Jahrhunderten die Wehrhöfe Armada, Groroth, Nürnberg, Rosenköppel und Sommerberg rund um Frauenstein.

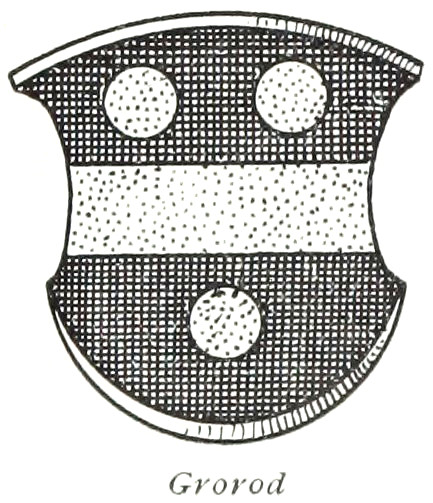
Wappen Grorod

Der Hof wurde als Grawenrode im Jahr 1327 erstmals erwähnt, später im 14. Jahrhundert auch als Graenrode. Er diente dem ab 1329 urkundlich erwähnten und im 17. Jahrhundert ausgestorbenen Adelsgeschlecht der Grorod als Wohnung. Im Dreißigjährigen Krieg wurde der Hof verpfändet. 1694 ging der Hof in das Eigentum des Adelsgeschlechts Sohlern über. Freiherr Anton (II.) von Sohlern zu Graroth (* 1665; † 12. Juli 1729, kaiserlicher Rittmeister) und seine Frau Maria Angela von Crazenbach wohnten hier.
1699 errichteten die Eigentümer etwa 1 km südöstlich die Grorother Mühle, die heute zu Schierstein gehört. 1811 kam der Hof unter nassauische Verwaltung und war 1914 im Besitz der Familie von der Leyen.
Der Hof ist Sitz der 1898 gegründeten Weingenossenschaft Frauenstein, welche dort eine Vinothek betreibt. Der Grorother Hof ist teilweise im Eigentum des Weinguts Ott, welches die Gaststätte Zum Kapellchen betreibt.